# Аустријска државна награда за европску књижевност
Аустријска државна награда за европску књижевност (нем. Österreichischer Staatspreis für europäische Literatur) је међународна књижевна награда. Додељује је аустријска влада тј. Федерална канцеларија за уметност, културу и медије. Награда је основана 1964. године и првобитно је носила име Награда Николаус Ленау. Од 1965. године носи данашње име.
Награда се додељује сваке године европским писцима за целокупан књижевни опус. Лауерати морају бити међународно признати аутори, а њихова дела преведена на немачки језик. Награда није додељена 1969. године.
Новчани износ награде је 25.000€..
Међу добитницима награде су и познати српски писци Васко Попа и Александар Тишма.

## Списак добитника награде
| Година | Писац                | Држава                        |
| 1965.  | Збигњев Херберт      | Пољска                        |
| 1966.  | В. Х. Оден           | Уједињено Краљевство          |
| 1967.  | Васко Попа           | СФР Југославија               |
| 1968.  | Вацлав Хавел         | Чехословачка                  |
| 1969.  | Није додељена        |                               |
| 1970.  | Ежен Јонеско         | Румунија                      |
| 1971.  | Петер Хухел          | Источна Немачка               |
| 1972.  | Славомир Мрожек      | Пољска                        |
| 1973.  | Харолд Пинтер        | Уједињено Краљевство          |
| 1974.  | Шандор Вереш         | Мађарска                      |
| 1975.  | Мирослав Крлежа      | СФР Југославија               |
| 1976.  | Итало Калвино        | Италија                       |
| 1977.  | Павел Кохоут         | Чехословачка                  |
| 1978.  | Симон де Бовоар      | Француска                     |
| 1979.  | Флувио Томица        | Италија                       |
| 1980.  | Сара Кирш            | Источна Немачка               |
| 1981.  | Дорис Лесинг         | Уједињено Краљевство          |
| 1982.  | Тадеуш Ружевич       | Пољска                        |
| 1983.  | Фридрих Диренмат     | Швајцарска                    |
| 1984.  | Криста Волф          | Источна Немачка               |
| 1985.  | Станислав Лем        | Пољска                        |
| 1986.  | Ђорђо Манганели      | Италија                       |
| 1987.  | Милан Кундера        | Чехословачка                  |
| 1988.  | Анджеј Шчипјорски    | Пољска                        |
| 1989.  | Маргерит Дирас       | Француска                     |
| 1990.  | Хелмут Хајсенбител   | Немачка                       |
| 1991.  | Петер Надаш          | Мађарска                      |
| 1992.  | Салман Ружди         | Уједињено Краљевство          |
| 1993.  | Чингиз Ајтматов      | Киргистан                     |
| 1994.  | Ингер Кристенсен     | Данска                        |
| 1995.  | Александар Тишма     | Савезна Република Југославија |
| 1996.  | Јирг Лидерах         | Швајцарска                    |
| 1997.  | Антонио Табуки       | Италија                       |
| 1998.  | Дубравка Угрешић     | Хрватска                      |
| 1999.  | Петер Естерхази      | Мађарска                      |
| 2000.  | Антонио Лобо Антунеш | Португалија                   |
| 2001.  | Умберто Еко          | Италија                       |
| 2002.  | Кристоф Хајн         | Немачка                       |
| 2003.  | Сејс Нотебом         | Холандија                     |
| 2004.  | Џулијан Барнс        | Уједињено Краљевство          |
| 2005.  | Клаудио Магрис       | Италија                       |
| 2006.  | Хорхе Семпрун        | Шпанија                       |
| 2007.  | А. Л. Кенеди         | Уједињено Краљевство          |
| 2008.  | Агота Кристоф        | Мађарска                      |
| 2009.  | Пер Улов Енквист     | Шведска                       |
| 2010.  | Паул Низон           | Швајцарска                    |
| 2011.  | Хавијер Маријас      | Шпанија                       |
| 2012.  | Патрик Модијано      | Француска                     |
| 2013.  | Џон Банвил           | Ирска                         |
| 2014.  | Људмила Улицка       | Русија                        |
| 2015.  | Мирча Картареску     | Румунија                      |
| 2016.  | Анджеј Стасјук       | Пољска                        |
| 2017.  | Карл Уве Кнаусгор    | Норвешка                      |
| 2018.  | Зејди Смит           | Уједињено Краљевство          |
| 2019.  | Мишел Уелбек         | Француска                     |
| 2020   | Драго Јанчар         | Словенија                     |
| 2021   | Ласло Краснахоркаи   | Мађарска                      |